# Landstingsvalget i Grønland 1979
Landstingsvalget 1979 var det første valg til Grønlands parlament Landstinget, der var blevet oprettet som led i indførelsen af hjemmestyret. De to hovedmodstandere var det borgerlige og unionsvenlige Atassut og det venstresocialdemokratiske og separatistiske Siumut, hvis ledere Jonathan Motzfeldt, Lars Emil Johansen og Moses Olsen ("de tre isbjørne") havde ført an i kampen for hjemmestyret. Valget blev vundet af Siumut, og Jonathan Motzfeldt blev derefter Grønlands første landsstyreformand. Afgørende for valgsejren blev, at Siumut vandt fem enkeltmandskredse i Nord- og Østgrønland, mens de to store partier delte de 16 mandater i de vestgrønlandske valgkredse, hvor der var flere mandater i hver kreds. 
| Parti                                                                                  | Stemmer | %    | Mandater |
| -------------------------------------------------------------------------------------- | ------- | ---- | -------- |
| Siumut                                                                                 | 8 505   | 46.1 | 13       |
| Atassut                                                                                | 7 688   | 41.7 | 8        |
| Sulisartut Partiiat                                                                    | 1 041   | 5.6  | 0        |
| Inuit Ataqatigiit                                                                      | 813     | 4.4  | 0        |
| Uafhængige                                                                             | 396     | 2.2  | 0        |
| Gyldige stemmer                                                                        | 18 443  | –    | –        |
| Ugyldige/blanke stemmer                                                                | 1 508   | –    | –        |
| I alt                                                                                  | 19 951  | 100  | 21       |
| Registrerede vælgere/deltagelse                                                        | 28 672  | 69.6 | –        |
| Source: Election Passport, Partier og valg Arkiveret 22. juli 2013 hos Wayback Machine |         |      |          |